# Od soumraku do úsvitu (seriál)
Od soumraku do úsvitu (v anglickém originále From Dusk Till Dawn: The Series) je americký hororový televizní seriál natočený na motivy stejnojmenného filmu z roku 1996. Premiérově je vysílán od 11. března 2014 na stanici El Rey. Hlavními hrdiny jsou bratři Geckovi, kteří si s dodržováním zákona příliš hlavu nelámou. Když se pak setkají s rodinou Fullerových, jejich život nabere zcela nový směr.

## Hlavní postavy
- D.J. Cotrona – Seth Gecko
- Zane Holtz – Richie Gecko
- Robert Patrick – Jacob Fuller
- Madison Davenport – Kate Fuller
- Brandon Soo Hoo – Scott Fuller
- Eiza Gonzalez – Santanico Pandemonium
- Don Johnson – Sheriff Earl McGraw
- Wilmer Valderrama – Don Carlos
- Jesse Garcia – Texas Ranger Freddie Gonzalez
- Jake Busey – Professor Mitch Tanner